# Cyberpunk

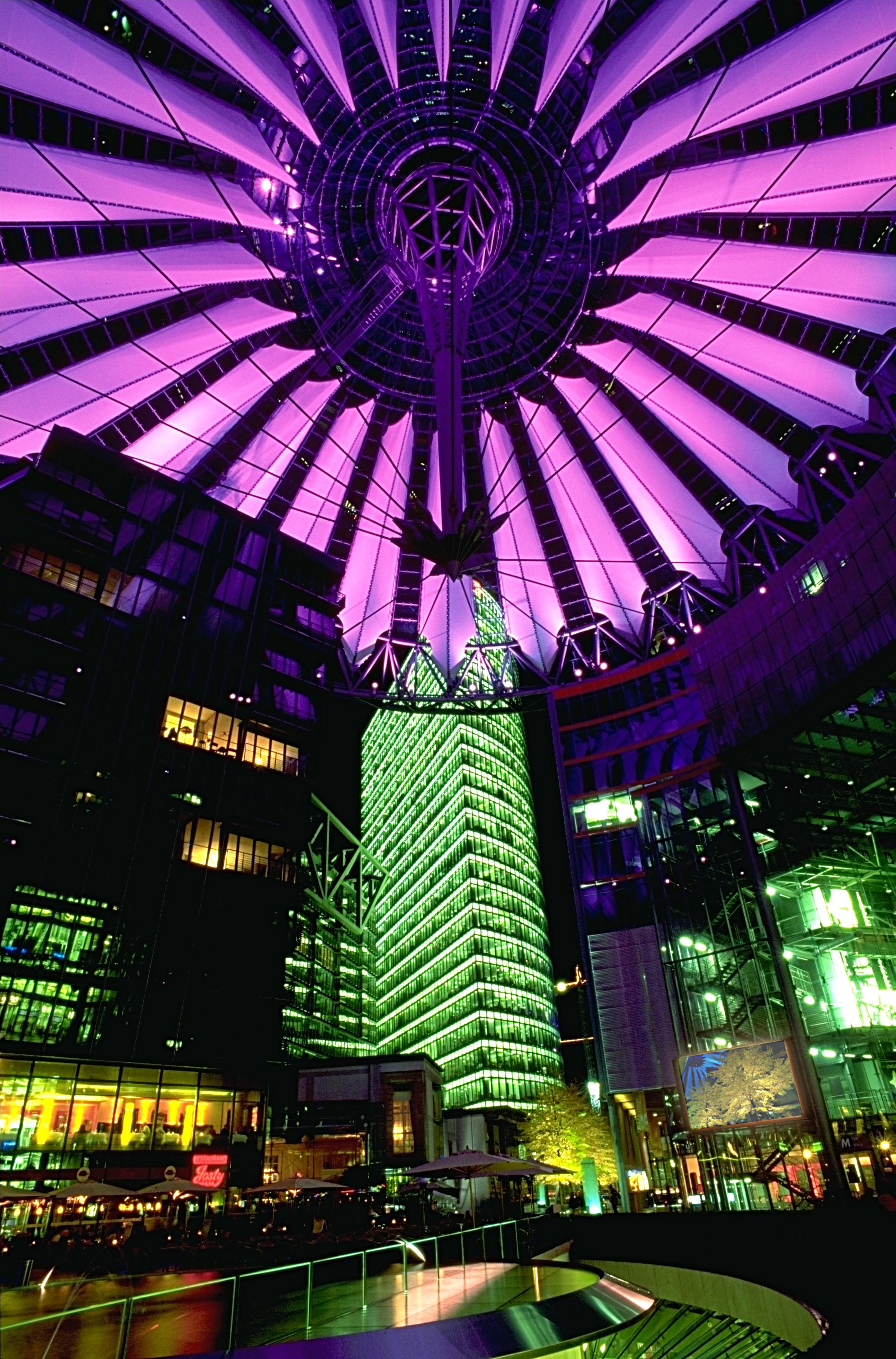
Sony Center i Berlin, beskrivet av David Suzuki som ett verkligt exempel på en cyberpunkplats.

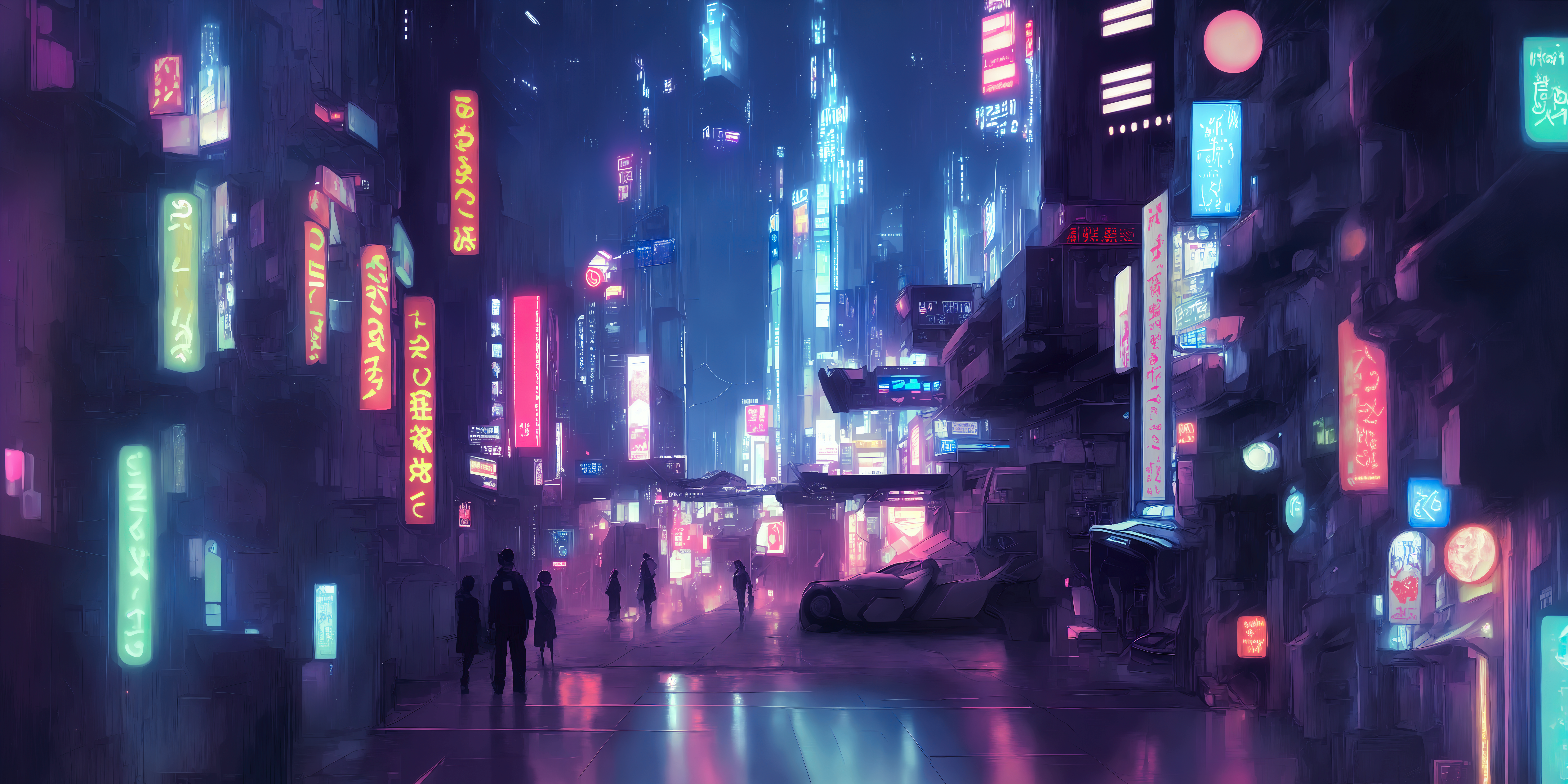
AI-genererad bild som algoritmiskt sammanställt en cyberpunkplats, dränkt i neonbelysning.

Cyberpunk (ett teleskopord av cybernetik och punk) är en litterär punkgenre med fokus på datorer eller informationsteknik, och ibland en degenerering av samhället, en dystopi i förklädnad, vanligen dränkt i neonljus med inspiration av neonskyltningen i Hongkong. Historierna i cyberpunklitteratur kretsar ofta kring konflikten mellan hackare, artificiell intelligens och megabolag i en snar framtid på jorden. Denna framtids städer präglas ofta av dystopiska kännetecken men även av en extraordinär energi och mångfald. Det är resultatet av självkorrigering i science fiction-genren, som traditionellt sett hade ignorerat betydelsen av informationsteknik.
Cyberpunkförfattare tenderar att använda sig av inslag från hårdkokta deckare, film noir, japansk anime och postmodern prosa. De beskriver den nihilistiska, underjordiska sidan av det digitala samhället som började utvecklas under 1900-talets två sista decennier. Cyberpunks dystopiska värld har kallats för antitesen till de utopiska science fiction-visionerna från mitten av 1900-talet som Star Trek var ett praktexempel på.[källa behövs]

## Historia
Termen myntades ursprungligen 1980 av Minnesota-författaren Bruce Bethke för hans novell "Cyberpunk", som först publicerades i Amazing Science Fiction Stories (volym 57, nummer 4, november 1983), men den kom snabbt att användas som en beteckning för verk av Bruce Sterling, John Shirley, William Gibson, Rudy Rucker, Michael Swanwick och andra, som Gardner Dozois använde denna beteckning för i sin Washington Post-artikel "SF in the Eighties" 1984.
I cyberpunklitteratur utspelar sig en stor del av handlingen online, i cyberspace - den klara gränsen mellan det verkliga och den virtuella verkligheten blir suddig. En typisk (dock ej universell) egenskap i genren är en direkt koppling mellan den mänskliga hjärnan och datorsystem.
Cyberpunkvärlden är en ondskefull, mörk och dystopisk plats med nätverksanslutna datorer som dominerar varje aspekt av livet. Gigantiska multinationella företag har ersatt regeringar som maktcenter. Den alienerade outsiderns kamp mot ett totalitärt system är ett vanligt tema inom science fiction, men i konventionell sådan tenderade dessa system att vara sterila, ordnade och statskontrollerade. I skarp kontrast visar cyberpunk den moraliskt degraderade baksidan av företagsstyrda samhällssystem och desillusionerade rebellers kamp mot detta. Protagonisterna i cyberpunklitteratur inkluderar ofta datorhackare och krigare inspirerade av japansk anime, inklusive cyborger, samurajer (ronins) och ninjor. Dessa huvudpersoner åtskiljs från andra av deras ovårdade språk, uppskattning av konst, och skurkaktiga charm. Hjältarna är skurkartade - aldrig välfriserade "good guys".
Cyberpunklitteratur tenderar att vara starkt dystopisk och pessimistisk. Det är ofta en metafor för nutiden, med reflektioner kring storbolag, rovdrift på naturen, korruption i regeringar och alienation. En del författare har också som avsikt att låta sina verk utgöra varningar för möjliga framtidsscenarion som kan vara konsekvenser av nuvarande utvecklingsriktningar. Som sådan är cyberpunk ofta skriven med avsikten att göra läsaren oroad och få honom eller henne att göra något.
Cyberpunkhistorier ses av vissa teoretiker som fiktiva prognoser för utvecklingen av Internet. Internets virtuella värld förekommer ofta i cyberpunk under olika namn, inklusive "cyberspace", "the Metaverse" (som i Neal Stephensons Snow Crash) och "the Matrix" (ursprungligen från Doctor Who, och senare i William Gibsons Neuromancer, men ännu mer populariserad i rollspelet Shadowrun och senare av filmen The Matrix).

## Betydande föregångare till genren
Bland föregångarna till genren kan bland annat Aldous Huxley som skrev Du sköna nya värld 1932 och George Orwell som 1948 skrev 1984 nämnas. Andra exempel är Alfred Bester, som skrev The Stars My Destination (Tiger! Tiger!) 1956 och William S. Burroughs som skrev Den nakna lunchen 1959 och Den mjuka maskinen 1961.
K. W. Jeter, som skrev Dr. Adder (publicerad på 1980-talet men skriven tidigare) anses vara den som myntade begreppet steampunk. Roger Zelazny skrev romanen Dream Master, som han utvecklade från sin kortroman He Who Shapes. Vernor Vinge, som skrev True Names 1981, var en av de första som skrev om cyberspace.
Philip K. Dicks Androidens drömmar från 1968 filmatiserades 1982 som Blade Runner. David Drake (Lacey and His Friends, 1974), John Brunner (The Shockwave Rider, 1975), John M. Ford (Web of Angels, 1980) är några andra föregångare till genren.
Den svenske science fictionförfattaren George Johansson skrev Sveriges förmodligen första cyberpunkroman, Datorernas död, som gavs ut av Bonniers Juniorförlag 1983. Boken hade tydliga influenser från Huxley och Orwell och ingick i serien Universums öde.

## Citat
"Allt som kan göras mot en råtta kan göras mot en människa. Och vi kan göra nästan vad som helst mot råttor. Det är svårt att tänka sig, men det är sant. Det försvinner inte om vi blundar. Det är cyberpunk." /Bruce Sterling

## Cyberpunklitteratur
William Gibson med sin roman Neuromancer (1984) är förmodligen den mest kända författaren förknippad med termen cyberpunk. Han betonade stil, karaktärsutveckling och atmosfär framför traditionellt science fiction-språk. Neuromancer belönades med tre stora utmärkelser: Hugo Award, Nebula Award och Philip K. Dick Memorial Award. Andra välkända cyberpunkförfattare inkluderar Bruce Sterling (som var rörelsens chefsideolog med sitt fanzin Cheap Truth), Rudy Rucker, Pat Cadigan, Walter Jon Williams och Neal Stephenson.
Raymond Chandler med sin bleka, cyniska världssyn och 'staccato'-prosa hade starkt inflytande på skaparna av genren. Cyberpunkvärlden är den dystopiska, hopplösa film noir-världen, men knuffad en liten bit in i framtiden. Philip K. Dick hade också starkt inflytande på genren; hans verk innehåller de återkommande temana socialt förfall, artificiell intelligens och utsuddade gränser mellan verkligheten och någon sorts virtuell verklighet. Dicks karaktärer är också ofta marginaliserade.

## Cyberpunkfilmatiseringar

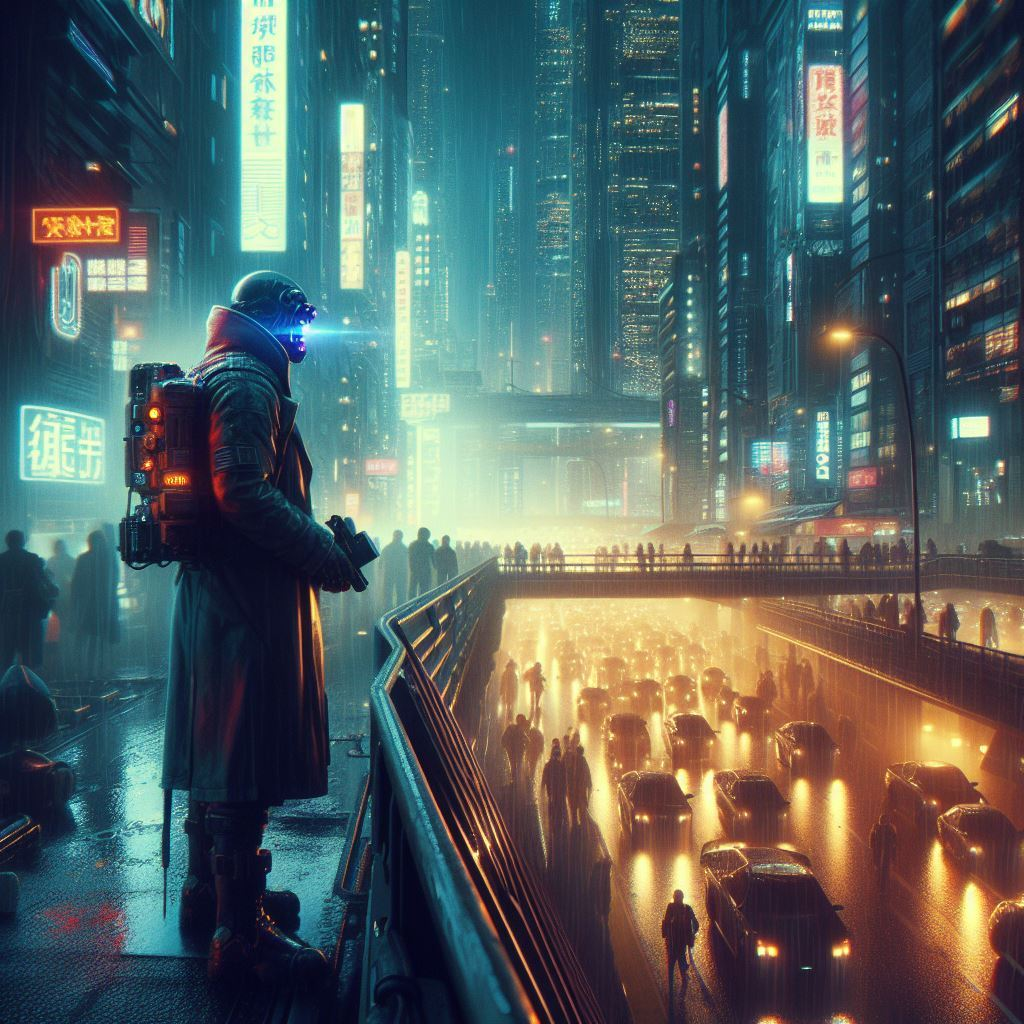
AI-genererad bild påminnande om cyberpunk-världen i Blade Runner (1982).

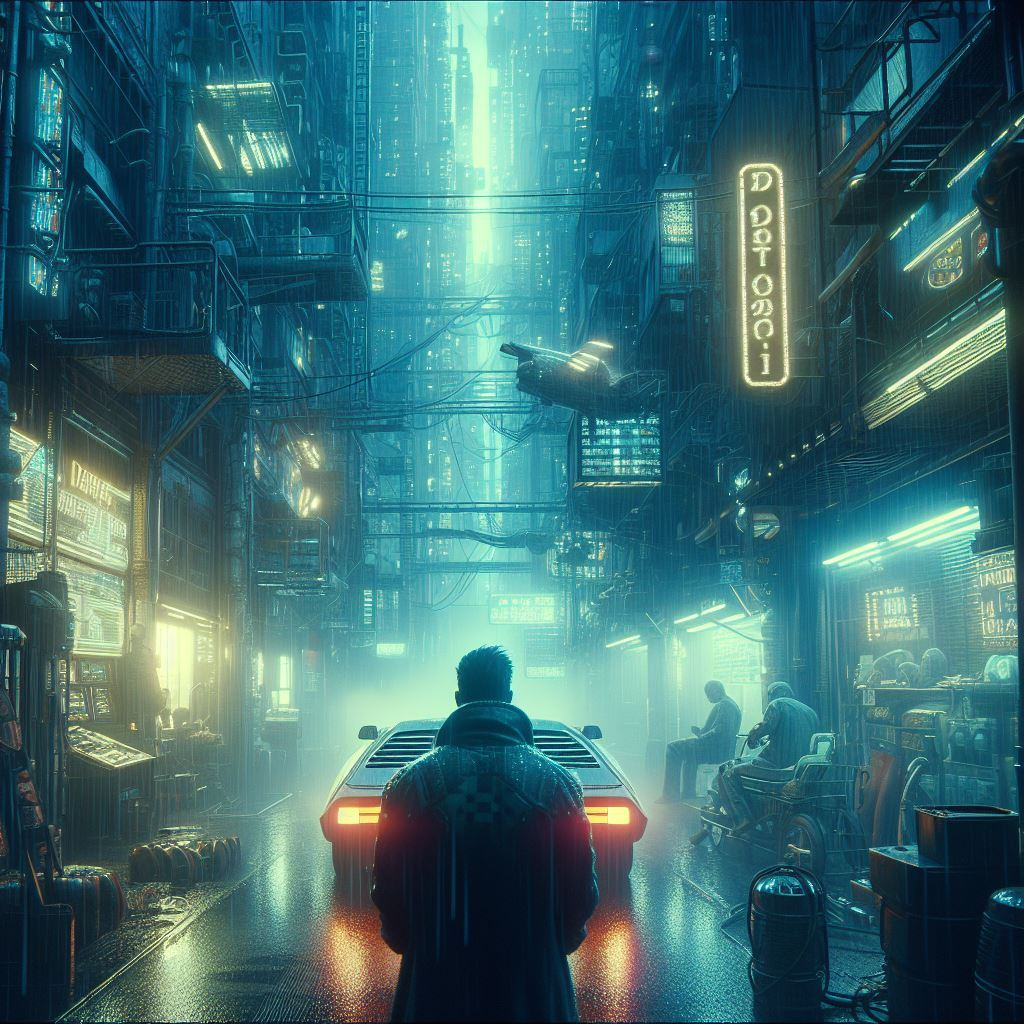
AI-genererad bild påminnande om cyberpunk-världen i Blade Runner (1982).

Filmen Blade Runner (1982), baserad på Philip K. Dicks Do Androids Dream of Electric Sheep?, utspelar sig i en dystopisk framtid där syntetiska livsformer har färre rättigheter än vanliga människor. Robocop-serien är i en mer närbelägen framtid där ett megabolag, Omni Consumer Products, har stor makt i staden Detroit.
Den kortlivade tv-serien Max Headroom introducerade också många tittare till genren.
Den japanska manga-skaparen Masamune Shirow skriver ofta i cyberpunk-stil. Hans mest betydelsefulla historier inom genren inkluderar Appleseed, Black Macic M-66 och särskilt Ghost in the Shell, som gjorts till en hyllad anime som på flera nivåer ifrågasätter gränsen mellan liv och simulering. Ghost in the Shell har också gjorts till en animeserie för tv kallad Ghost in the Shell: Stand Alone Complex.
Den nyaste uppföljaren till Ghost in the Shell är Mamoru Oshiis anime-film Ghost in the Shell 2: Innocence från 2004. Filmen är en av de mest filosofiska historierna relaterade till artificiellt liv. Berättelsen, fylld med historiska och litterära referenser, "har inte synen att världen kretsar kring den mänskliga rasen. I stället kommer den fram till att alla livsformer – människor, djur och robotar – är likvärdiga" (Mamoru Oshii).
Ett försök att lista film- och tv-verk som kan klassificeras som cyberpunk följer nedan.

### Långfilmer
- 964 Pinocchio (1991)
- Akira (1988)
- Avalon (2001)
- Blade Runner (1982)
  - Blade Runner 2049 (2049)
- Cubic (2002)
- Cyberjack (1995)
- Dark City (1998)
- Dredd (2012)
- eXistenZ (1999)
- Flykten från New York (1981)
  - Flykten från L.A. (1996)
- Freejack (1992)
- Ghost in the Shell (1995)
  - Ghost in the Shell 2: Innocence (2004)
- Ghost in a Shell (2017)
- Hardware (1990)
- Imposter (2002)
- Johnny Mnemonic (1995)
- Judge Dredd (1995)
- Liquid Sky (1982)
- Minority Report (2002)
- New Rose Hotel (1998)
- Nirvana (1997)
- Robocop (1988)
- Strange Days (1995)
- Tetsuo (1988)
- The 6th Day (2000)
- The Lawnmower Man (1992)
  - The Lawnmower Man 2 (1996)
- The Matrix (1999)
  - The Matrix Reloaded (2003)
  - The Matrix Revolutions (2003)
  - The Animatrix (2003)
  - The Matrix Resurrections (2021)
- The Running Man (1987)
- Total Recall (1990)
- Total Recall (2012)
- Virtuosity (1995)

### TV-serier
- Max Headroom
- Dark Angel
- Serial Experiments Lain
- Ghost in the Shell: Stand Alone Complex
- Wild Palms
- Bubblegum Crisis: Tokyo 2040
- A.D. Police File
- Andromeda
- Altered Carbon

## Cyberpunkspel
Åtminstone två rollspel med namnet Cyberpunk existerar: Cyberpunk 2020, av R. Talsorian Games, och GURPS Cyberpunk, publicerat av Steve Jackson Games som en modul i GURPS-familjen av rollspel. Cyberpunk 2020 designades med William Gibsons verk i åtanke, och till viss utsträckning med hans godkännande, till skillnad från FASAs måhända mer kreativa inställning i skapandet av spelet Shadowrun (se nedan). Båda de Cyberpunk-titulerade spelen utspelar sig i en nära framtid, där cybernetik och datorer är ännu mer vanligt förekommande än idag.
Ett annat cyberpunk-RPG (datorrollspel) är Cyberspace från Iron Crown. Bolagskorruption är ett vanligt tema i dessa speläventyr. Karaktärerna kringgår ofta lagen, eller ignorerar den fullständigt. Nyligen[när?] har d20 Open Gaming Movement kommit med flera nyheter, inklusive Mongooses d20 Cyberpunk och LRG:s Digital Burn.
År 1990, i en udda sammanstrålning mellan cyberpunk och verklighet, gjorde amerikanska Secret Service en razzia på Steve Jackson Games högkvarter under Operation Sundevil och beslagtog alla deras datorer. Detta var –  hävdade man – för att boken till GURPS Cyberpunk kunde användas för att begå datorbrott. Det var inte den egentliga huvudorsaken till razzian[källa behövs] men efter händelsen var det för sent för att ändra på allmänhetens uppfattning om det inträffade. Steve Jackson Games vann senare, med hjälp av det då nyligen grundade Electronic Frontier Foundation, en rättsprocess mot Secret Service.
En av de mer unika tolkningarna av genren kom 1989 i form av spelserien Shadowrun. Här är det fortfarande en dystopisk, nära framtid som gäller, men det inkluderar även många stora element från fantasylitteratur och fantasyspel, till exempel magi, alver och drakar. Shadowruns cyberpunksidor var till stor del modellerade efter William Gibsons verk, och spelets utgivare, FASA, har anklagats av många för att ha snott Gibsons arbete utan att ens ha citerat honom som en influens. Gibson själv rapporteras inte ha varit särskilt imponerad av inkluderandet av fantasyelement i uppenbart derivativa miljöelement och berättartekniker som han hade lagt grunden för. Likväl introducerade Shadowrun många personer till genren och är fortfarande populärt än idag bland gamers.
Rollspelet Torg (utgivet av West End Games inkluderade en variant på en cyberpunkmiljö (eller "cosm") kallad Cyberpapacy. Denna var ursprungligen en medeltida religiös dystopi som undergick en plötslig "Tech Surge". I stället för stora bolag eller korrupta regeringar dominerades Cyberpapacy av "False Papacy of Avignon". I stället för ett Internet tog sig hackare fram på "GodNet", ett datorsystem fullt av religiös symbolik och hem för änglar, demoner och andra bibliska figurer.
Det finns även ett svenskt rollspel värt att nämnas, nämligen Neotech från NeoGames. Själva spelet utgår från år 2059 då världen är i upplösningstillstånd. USA har splittrats i ett blodigt inbördeskrig, Sibirien har slagit sig fritt från Ryssland och England har isolerats sig och blivit en diktatur. I mot denna bakgrund, samt flera sjuka händelser som visar att allt kan köpas för pengar, utspelar sig Neotech. Städerna har ofta en kärna av förfall där de flesta bor. Runt denna förfallna kärna bygger sedan företagen upp sina bostadsorter, fabriker och kontor där man lever i härligt ovetande om det lidande som pågår i stadskärnan. Som brukligt i Cyberpunk har megaföretagen i stort sett all makt. De få starka regeringar som finns kvar lever under ständigt tryck från företagen som bara väntar på rätt tillfälle att få köpa upp landet ifråga. En rolig sidonotering är att Skandinavien framställs som ett rättvisans och frihetens land, som en sista utpost mot megaföretagen.
Svenska Äventyrsspel släppte 1989 en uppdaterad version av sitt klassiska rollspel Mutant. Detta "Nya" Mutant (även känt som Mutant 2089 eller mer informellt "Nya Mutant") var starkt influerat av cyberpunkvågen. Spelvärlden var omgjort till ett mörkt framtidssamhälle där befolkning lever ihopträngd i Megacities (jättestora städer) som kontrolleras av megakorporationer (allomfattande storföretag).
Ett annat anmärkningsvärt RPG baserat på cyberpunk är Uplink, skapat av Introversion Software 2002, i vilket spelaren jobbar som en frilansande hackare år 2010 och jobbar för olika bolag. Uppdragen varierar från stöld av filer från konkurrerande företag till det slutliga uppdraget där spelaren ska försöka att antingen förstöra Internet eller rädda det från total förstörelse.
Netrunner är ett samlarkortspel introducerat 1996, baserat på Cyberpunk 2020.
Datorspel har ofta använt cyberpunk som en inspirationskälla. De vanligaste av dessa är System Shock-serien, Deus Ex-serien och Shadowrun-datorspelen.

### Datorspel
- Anachronox
- Beneath a Steel Sky
- Blade Runner
- Burn:Cycle
- Cyberpunk 2077
- Dark Angel
- Deus Ex
  - Deus Ex: Invisible War
- Enter the Matrix
- Flashback
- Hell: A Cyberpunk Thriller
- Messiah
- Minority Report
- NeoCron
  - NeoCron 2
- Shadowrun
- System Shock
  - System Shock 2
- Total Recall
- Neuromancer
- Metal Gear
  - Metal Gear Solid
  - Metal Gear Solid 2: Sons of Liberty
  - Metal Gear Solid 3: Snake Eater
  - Metal Gear Solid 4: Guns of the Patriots
- Snatcher
- Syndicate
- The Matrix

## Ytterligare utvecklingar
En undergenre till cyberpunk är steampunk, som utspelar sig i en anakronistisk Viktoriansk miljö, men med cyberpunks bleka, film noir-inspirerade, världssyn. The Difference Engine (av William Gibson och Bruce Sterling) var antagligen den bok som hjälpte till med att bringa denna genre till förgrunden.
En uppkommande genre kallad postcyberpunk fortsätter med koncentrationen på datorers effekt, men utan antagandet om dystopi eller betoningen på cybernetiska implantat.
Cyberprep är en term som reflekterar den motsatta sidan av cyberpunk.
Under det tidiga 1990-talet dök begreppet biopunk upp, där namnet är en sammanslagning av bioteknik och cyberpunk, och det i stället för mekaniska ting handlar om genetisk manipulation.